# Добровольская, Галина Николаевна
Гали́на Никола́евна Добро́вольская (10 марта 1934, Ленинград — 18 октября 2021) — советский балетовед, театральный критик, историк балета. Доктор искусствоведения (1982).

## Биография
В 1956 году окончила театроведческий факультет Ленинградского государственного института театра, музыки и кинематографии. С 1958 года — старший научный сотрудник сектора музыки Ленинградского института театра и музыки (ныне — Российский институт истории искусств).
Публикуется с конца 1950-х годов, специализируется на творчестве русских и советских балетмейстеров первой половины XX века. Автор многих статей в энциклопедиях «Балет» (1980) и «Русский Балет» (1997).
Скончалась 18 октября 2021 года.

## Сочинения

### Книги
- Балетмейстер Леонид Якобсон. — М.: Искусство, 1968. — 176 с. — 5000 экз.
- Танец. Пантомима. Балет. — М.: Искусство, 1975. — 128 с. — 10 000 экз.
- Федор Лопухов. — М.: Искусство, 1976. — 320 с. — 10 000 экз.
- Щелкунчик. — СПб.: МОЛ, 1996. — 200 с. — (Шедевры балета). — 5000 экз. — ISBN 5-86345-028-0.
- Михаил Фокин. Русский период. — СПб.: Гиперион, 2004. — С. 434—436. — 496 с. — 1000 экз. — ISBN 5-89332-099-9.

### Избранные статьи
- Ю. Слонимский. Дидло // Звезда : журнал. — Л., 1959. — № 9.
- Балет «Седьмая симфония» // Вечерний Ленинград : газета. — Л., 1961. — № 15 апреля.
- Михаил Фокин и его «Умирающий лебедь» // Умирающий лебедь. — Л.: Государственное музыкальное издательство (МУЗГИЗ), 1961. — 48 с. — (Сокровища Советского Балетного Театра). — 10 000 экз.
- Из истории создания «Ромео и Джульетты» С. С. Прокофьева // Музыка советского балета. — М.: Гос. муз. изд-во, 1962. — С. 237—256. — 256 с. — 5500 экз.
- Два балета Стравинского — Фокина // «Жар-птица» и «Петрушка» И. Ф. Стравинского. — Л.: Государственное музыкальное издательство (МУЗГИЗ), 1963. — 68 с. — (Сокровища Советского Балетного Театра).
- Алла Осипенко // Ленинградский балет сегодня / Добровольская Г., Чистякова В. — Л.: Искусство, 1967. — Т. 1. — С. 112—139. — 288 с. — 60 000 экз.
- Владлен Семёнов // Ленинградский балет сегодня / Добровольская Г., Чистякова В. — Л.: Искусство, 1968. — Т. 2. — 288 с. — 60 000 экз.
- Сценическая судьба ранних балетов С. С. Прокофьева // Театр и драматургия. Труды Ленинградского государственного института театра, музыки и кинематографии / Альтшуллер А. Я. — Л., 1968. — 442 с.
- «Шопениана» М. Фокина и пути зарубежного балета // Записки о театре. (Русско-зарубежные театральные связи). Сборник трудов / Левбарг Л. А. — М., 1962. — 350 с.
- Ф. В. Лопухов и теория балета // Хореографические откровенности. — М.: Искусство, 1972. — 216 с. — 20 000 экз.
- Б. В. Асафьев и И. И. Соллертинский о балете // Музыка и хореография современного балета. — Л.: Музыка, 1977. — Т. 2. — С. 234—239. — 240 с. — 1075 экз.
- Золотое звено цепи преемственности // М. Фокин. Против течения / Добровольская Г. — 2-е. — М.: Искусство, 1981. — 510 с. — 30 000 экз.
- С. П. Дягилев и эволюция балетного театра // Эволюционные процессы музыкального мышления / Порфирьева А. Л. — Л.: ЛГИТМиК, 1986. — 158 с.
- О хореографическом тематизме // Музыка. Язык. Традиция: Сборник научных трудов / Карцовник В. Г. — Л.: ЛГИТМиК, 1990. — Т. 5.
- «Половецкие пляски» М. Фокина в контексте оперы Бородина // Музыкальный театр. — Л., 1990.
- Мятежный Якобсон // Петербургский балет. Рубеж тысячелетий. — СПб.: Издательство Российского института истории искусств, Министерство Культуры Российской Федерации, 2004. — С. 34—41. — 232 с. — 500 экз. — ISBN 5-86845-101-5.

### Редактирование и составление
- М. Фокин. Против течения / Добровольская Г. — М.: Искусство, 1962. — 640 с. — 30 000 экз.
- Ленинградский балет сегодня / Добровольская Г., Чистякова В. — Л.: Искусство, 1967. — Т. 1. — 288 с. — 60 000 экз.
- Ленинградский балет сегодня / Добровольская Г., Чистякова В. — Л.: Искусство, 1968. — Т. 2. — 288 с. — 60 000 экз.
- М. Фокин. Против течения / Добровольская Г. — 2-е. — М.: Искусство, 1981. — 510 с. — 30 000 экз.
- А. Л. Волынский. Статьи о балете / Добровольская Г. — СПб., 2002. — 400 с. — 1000 экз. — ISBN ISBN 5-89332-043-3.

## Награды и звания
- 1968 — Кандидат искусствоведения[3]
- 1982 — Доктор искусствоведения